# Partido Comunista Internacionalista (Battaglia Comunista)
O Partido Comunista Internacionalista (PCInt, Partito Comunista Internazionalista) é um partido político italiano criado em 1943, por Onorato Damen e Brunno Maffi, na tradição bordiguista; em 1952 dividiu-se entre a facção de Amadeo Bordiga e Maffi (publicando Il Programma Comunista, e que a partir de 1964 passou a chamar-se "Partido Comunista Internacional") e a facção de Damen (publicando Battaglia Comunista, e que mantém até hoje a designação de "Partido Comunista Internacionalista").

## Ideologia
A corrente internacional que o PCInt (Battaglia Comunista) integra, a Tendência Comunista Internacionalista, tem como posições:
- A URSS e os outros regimes ditos "socialistas" não o eram verdadeiramente, já que os meios de produção não era geridos pelo conjunto da comunidade, mas por uma elita burocrática que mantinha um estilo de vida privilegiado
- O poder na sociedade socialista não será exercido pelo partido, mas por assembleias de trabalhadores, constituindo um semi-estado que irá desaparecendo
- O partido deve liderar politicamente os trabalhadores, mas tal deve ser feito tentando convencer as assembleias de trabalhadores do programa do partido, não por imposição
- Não participação em eleições para os estados burgueses, considerando que a democracia burguesa é a ditadura da burguesia
- Não participação nas lutas de libertação nacional,  considerando que estas dividem o proletariado dos diversos países
- Não participação em frentes de unidade antifascistas, considerando que o fascismo é um produto do capitalismo, e portanto não faz sentido alianças com facções da burguesia para combater o fascismo
- Os sindicatos são órgãos de mediação entre os trabalhadores e o patronato e estão ligados ao capitalismo e ao Estado, não defendendo os interesses dos trabalhadores. Em alternativa aos sindicatos, são defendidas organizações de base, como comités de luta ou comités de greve
- O capitalismo está numa fase de decadência, mas tal não significa que se vá necessariamente abrir caminho ao comunismo: se não haver uma direção revolucionária, o resultado da decadência do capitalismo serão guerras e catástrofes, não a revolução

## História

### Origens
Em 1921, no congresso de Livorno do Partido Socialista Italiano as correntes radicais separam-se e, sob a liderança de Bordiga, fundam o Partido Comunista de Itália.
O novo partido rejeita (mesmo que para lutar contra o fascismo) qualquer política de frente unida com outras organizações partidárias, embora a admita a nível dos sindicatos; tal linha em breve o fez entrar em conflito com a Internacional Comunista, que, a partir da ascensão do fascismo, havia começado a defender a política de aliança entre as várias correntes socialistas; ao mesmo tempo, o PSI expulsou a sua ala direita, tendo a Internacional Comunista ordenado a fusão entre o PCd'I e o PSI "de esquerda". Na sequência dessas divergências, a direção do PCd'I foi destituída pela Internacional, mas a fusão com o PSI acabaria por não resultar.
Em 1924, o PCI (a sigla pelo qual se tornou comum designar o Partido Comunista de Itália, ainda que a mudança para Partido Comunista Italiano só tenha ocorrido nos anos 40) realiza uma conferência na clandestinidade, que se salda numa vitória para a ala esquerda "bordiguista": 35 das 45 federações aprovam as suas teses, considerando que a vitória do fascismo demonstrava que a luta era entre "ditadura da burguesia" ou "ditadura do proletariado" (rejeitando assim acordos com os sociais-democratas ou com os partidos "burgueses" antifascistas) e também criticando a excessiva centralização e hierarquização da Internacional. No entanto, a liderança do Partido continuou nas mãos da facção de Gramsci, com o apio da Internacional.
Nos anos seguintes Bordiga e os seus apoiantes, em oposição à direção do Partido e da Internacional. irão se opor a política da "bolchevização", nomeadamente à criação de células de empresa (que Bordiga considerava levarem os trabalhadores a só discutirem os problemas específicos do seu lugar de trabalho, deixando a política geral para os intelectuais) e estabelece ligações com a oposição trotskista internacional.
Em novembro de 1926, Bordiga foi preso pela polícia fascista, tendo em dezembro sido confinado na ilha de Ustica, junto com António Gramsci, de quem era simultaneamente adversário político e amigo pessoal; mais tarde foi transferido para a ilha de Ponza, sendo libertado em novembro de 1929. Em março de 1930 foi expulso do Partido (agora liderado por Togliatti), sob as acusações de "ter apoiado (...) as posições Trotsky" e de "ter dado directivas e desenvolvida uma atividade secessionista de desintegração do partido". De 1930 até 1943, Bordiga abandona a vida política, trabalhando como engenheiro em Nápoles (embora constantemente importunado pelas autoridades) A partir daí a tendência bordiguista passa a agir essencialmente no exílio, enquanto em Itália a sua atividade limitava-se praticamente às prisões e lugares de degredo, onde grande parte dos bordiguistas estavam confinados. Entre eles um dos mais destacados era Onorato Damen, várias vezes preso, só tendo sido definitivamente libertado após a substituição de Mussolini por Badoglio.

### Fundação do Partido Comunista Internacionalista
O PCInt foi criado em 1943 por Damen e Brunno Maffi. Endurecidos pela prisão, pela cladestinidade e longos anos de militância, os fundadores do PCInt pretendiam lutar até ao fim pela revolução, que eles achavam que se estava a iniciar com as greves de março desse ano no norte de Itália.
Rejeitando a guerrilha dos partisans, e qualquer ligação ao Partido Comunista Italiano, o PCInt travou uma luta clandestina, sendo denunciado pelo PCI como "um agente da Alemanha e do fascismo". No entanto, os relatórios sobre a imprensa clandestina que eram enviados a Mussolini entre 1943 e 1945 evidenciam que essas acusações eram fabricadas (embora os espiões de Mussolini se enganassem considerando o PCInt como trotskista, quando os trotskistas até apoiavam a resistência):
"O único jornal independente. Ideologicamente é o mais interessante e preparado. Contra qualquer compromisso, defendendo um comunismo puro, sem dúvida trotskista, e logo anti-estalinista. Declara-se sem hesitação um adversário da Rússia de Estaline, enquanto se proclama fiel à Rússia de Lenine. Luta contra a guerra em todos os seus aspetos: democrática, fascista ou estalinista. Até luta contra "os partisans", o Comité de Libertação Nacional e o Partido Comunista Italiano."
O PCInt ganhou apoio entre os operários, e pelo fim de 1944 tinha formado várias federações, sendo as mais importantes as de Turim, Milão e Parma, e desenvolvendo a sua atividade nas fábricas criando "Grupos de Fábrica Comunistas Internacionalistas" defendendo a criação de conselhos operários. A propaganda do partido teve boa receção nas fábricas, especialmente entre os operários que recusavam ir para a guerra.
Se nalguns aspetos o PCInt mantinha a tradição do movimento bordiguista dos anos 20 (criação de fracções dentro dos sindicatos, caracterização da URSS como um "Estado operário"), noutros pontos o seu programa refletia os desenvolvimentos que haviam sido feitos nos anos 30 entre os exilados em França (sobretudo o grupo em volta da revista Bilan), nomeadamente na questão do Estado durante o período de transição e da possibilidade de surgirem conflitos entre esse Estado (mesmo numa "ditadura do proletariado") e os trabalhadores, situação em que o partido comunista deveria estar ao lado dos segundos em vez de se confundir com o poder do Estado.
Em dezembro de 1944, depois da ocupação pelos EUA do sul de Itália, vários grupos reclamando-se da tradição bordiguista formaram-se rapidamente e começaram a distribuir a sua imprensa clandestina. Em Nápoles um grupo chamado 'Frazione di Sinistra dei Communist e Socialisti' formou-se à volta de Bordiga, seguindo a tradição da Fracção Comunista Abstencionista de 1919. A nova fracção teve grande influência na cidade, e no sul de Itália havia muitos militantes do PCI, completamente isolados da direção no exílio, continuavam a se identificar com as posições da ala esquerda, sem conhecerem totalmente a evolução do seu partido. O termo "Fracção" adotado por Bordiga aparentemente implicaria que não tinham perdido a esperança de ganharem o apoio dos militantes do PCI e do PSI e eliminarem as suas direções. Por isso a fracção de Bordiga não se constituiu como partido político antes de ser absorvida pelo PCInt em 1945. A fracção conseguiu publicar diferentes jornais em Nápoles, Salerno e Roma.
Em dezembro de 1945, o PCInt realizou a sua primeira conferência nacional em Turim, agora como um partido forte. Bordiga não participou na conferência, já que só aderiu formalmente ao partido em 1949, embora tenha enviado alguns textos. No congresso, apareceram as pistas sobra a futura divisão no partido. A divergência cristalizou-se com Damen e Stefanini num lado, e Maffi, apoiado pelo ausente Bordiga, no outro, sobre as questões da função do partido, dos sindicatos e da participação em eleições.
Entretanto, enquanto o líder comunista Togliatti, como Ministro da Justiça, decretava uma amnistia geral dos dirigentes e militantes fascistas, o seu partido denunciava o PCInt como "fascistas", incitando à sua eliminação física. O culminar dessa campanha difamatória foi o assassínio de pelo menos dois militantes do PCInt, Mario Acquaviva e Fausto Atti, a que se juntam outros que ficaram no anonimato. Togliatti e o PCI requereram ao CLN para que os líderes do PCInt fossem condenados à morte.
Apesar da violência contra ele, o PCInt continuou desenvolvendo-se, e especialmente na Calábria tinha uma grande influência entre os trabalhadores rurais e até entre os agricultores. Neste ponto, o partido já se poderia considerar um partido de massas, com 13 federações, 72 secções, numerosas reuniões públicas, implantação nos principais centros industriais e jornais de fábrica.
Foi inicialmente a questão do parlamentarismo que deu origem à formação de tendências no PCInt. O partido tinha apresentado candidatos nas eleições locais de 1946 e nas nacionais de 1948. Outras divergências derivaram dessa - por um lado, a tendência de Damen defendendo o desenvolvimento do "partido" e a participação nas eleições, mas oposta a qualquer apoio aos movimentos de "libertação nacional"; no outro lado, a tendência de Maffi, hostil ao "parlamentarismo revolucionário" e apoiada por Bordiga.

### A cisão de 1952
A entrada de Bordiga no partido em 1949 precipitou a formação de blocos opostos. Para Bordiga, era necessário um retorno a Lenin e às teses da esquerda italiana antes de 1926, rejeitando as contribuições do grupo da revista Bilan sobre a questão nacional, os sindicatos e o estado de transição. Bordiga também considerava que o imperialismo norte-americano seria mais perigoso que o soviético. Foi em todas essas questões que e não na das eleições (que Damen entretanto rejeitou) que a cisão ocorreu entre Maffi e Bordiga de um lado, e Damen e Stefanini do outro. Em 1952, a maioria parecia seguir Damen, que rejeitara a ideia de conquistar os sindicatos e qualquer apoio às lutas de libertação nacional, e também recusava que o poder fosse exercido pelo partido em nome do proletariado.
A partir do 1952, passou a haver dois Partidos Comunistas Internacionalistas, ambos reivindicando Lenine e a esquerda italiana. O liderado por Bordiga começou a publicar Il Programma Comunista, enquanto o grupo de Damen publicava Prometeo e Battaglia Comunista. Os nomes das publicações refletiam as diferentes linhas estratégicas - a facção de Bordiga preferindo preservar e aprofundar o que consideravam ser a pureza da linha ideológica, e a de Damen preferindo o envolvimento na luta politica e social. Em 1964 o grupo de Bordiga passou a designar-se Partido Comunista Internacional.

### A cisão do Instituto Onorato Damen
Em 2009 um grupo de militantes do PCInt (Battaglia Comunista) abandonou o partido, criando o Instituto Onorato Damen, acusando Battalgia Comunista de estar a seguir uma linha "movimentista, espontaneísta e anarco-sindicalista".

## Ligações internacionais
O PCInt (Battaglia Comunista) de Damen tentou estabelecer contactos internacionais com vários movimentos, incluindo Socialismo ou Barbárie (França), News and Letters (EUA) e o grupo de Grandizo Munis.. Nos anos 70 estabeleceu contactos com o grupo britânico Organização Comunista Operária (CWO, Communist Workers' Organization).
A partir de 1977 o PCInt começou a organizar conferências internacionais de grupos de esquerda comunista, com a participação de organizações como a Corrente Comunista Internacional, a CWO e outras. Embora todas concordassem na maior parte dos assuntos, surgiu uma divergência insanável na questão do papel do partido revolucionária e a sua ligação com a classe operária, opondo o PCInt e a CWO à CCI.
Em 1982 realizou-se uma quarta conferência internacional, reunindo o PCInt, a CWO e os Estudantes da União de Militantes Comunistas do Irão (SSUCM). No entanto, os SSUCM em breve se afastaram, e a fusão da União de Militantes Comunistas com um grupo guerrilheiro separatista curdo (o Komalah), criando o Partido Comunista do Irão, foi vista como uma rutura com os princípios da esquerda comunista, nomeadamente no que diz respeito à posição face às lutas de libertação nacional.
Em 1983 o PCInt e a CWO criaram o Instituto Internacional para o Partido Revolucionário, que a partir de 2009 adotou a desgnação "Tendência Comunista Internacionalista".

## Resultados eleitorais
O PCInt chegou a concorrer a eleições nos seus primeiros anos, antes de adotar definitivamente a linha abstencionista:
| Eleição                        | Votos  | %     | Lugares |
| ------------------------------ | ------ | ----- | ------- |
| Eleições constituintes de 1946 | 24.420 | 0,11% | 0 / 556 |
| Eleições legislativas de 1948  | 20.736 | 0,08% | 0 / 574 |